# Aclistochara
Aclistochara, rod fosilnih vrsta parožina u porodici Characeae. Pripada mu 54 vrste

## Vrste
1. Aclistochara arguta (R.E.Peck) M.D.Georgescu & W.K.Braun
2. Aclistochara bransonii R.E.Peck
3. Aclistochara brevis S.Wang ex X.G.Zhou
4. Aclistochara brotzenii Horn
5. Aclistochara clivulata Peck & Reker
6. Aclistochara complanata Peck
7. Aclistochara coronata Peck & Reker
8. Aclistochara cylindrica R.E.Peck
9. Aclistochara datongheensis Z.X.Wei
10. Aclistochara elliptica (Fritzsche) Doweld
11. Aclistochara faceta Z.X.Wei
12. Aclistochara firma Z.X.Wei
13. Aclistochara fortis Z.X.Wei
14. Aclistochara grovesii Rásky
15. Aclistochara gulistanica (Kyansep-Romashkina) Feist-Castel & N.Grambast
16. Aclistochara helicteres (Brongniart) Grambast & Grambast
17. Aclistochara hildesiensis Mädler
18. Aclistochara hongguensis Z.X.Wei
19. Aclistochara indica S.B.Bhatia & Mannikeri
20. Aclistochara jaisalmerensis (S.B.Bhatia & Mannikeri) Molinari & Guiry
21. Aclistochara jimusaerensis J.Liu & X.Wu
22. Aclistochara jonesii Peck
23. Aclistochara kraeuselii Rásky
24. Aclistochara latisulcata R.E.Peck
25. Aclistochara lianmuxinensis J.Liu & X.Wu
26. Aclistochara longiconica Y.C.Hao
27. Aclistochara longiformis S.Wang ex G.D.Yang
28. Aclistochara maedleri Rásky
29. Aclistochara mitella Peck & Reker
30. Aclistochara noszkyi Rásky
31. Aclistochara nuguishanensis Molinari & Guiry
32. Aclistochara obovata Peck
33. Aclistochara peckii Rásky
34. Aclistochara platyglobata Y.C.Hao
35. Aclistochara poculiformis G.D.Yang
36. Aclistochara praemaedleri S.B.Bhatia & Mannikeri
37. Aclistochara shanchengensis Z.X.Wei
38. Aclistochara shiwanensis X.G.Zhou
39. Aclistochara staubii Rásky
40. Aclistochara stellerides Z.X.Wei
41. Aclistochara subquadrularia Z.X.Wei
42. Aclistochara tasnadii Rásky
43. Aclistochara thoerenensis Mädler
44. Aclistochara triassica Saidakovsky
45. Aclistochara truncata G.D.Yang
46. Aclistochara umbonata Z.X.Wei
47. Aclistochara urniformis Z.X.Wei
48. Aclistochara usitata Z.X.Wei
49. Aclistochara vadaszii Rásky
50. Aclistochara wangii G.D.Yang
51. Aclistochara wrightii Grambast & Grambast
52. Aclistochara xiangtangensis Z.X.Wei
53. Aclistochara yongpingensis Molinari & Guiry
54. Aclistochara zongyangensis Zhen Wang